# Извержение Хунга-Тонга-Хунга-Хаапай
Извержение Хунга-Тонга-Хунга-Хаапай — извержение вулкана Хунга-Тонга-Хунга-Хаапай, расположенного на одноимённом острове, начавшееся 14 января 2022 года. Извержение вызвало цунами, которые были замечены на территории Тонга, Фиджи и Американском Самоа; предупреждения о возможном цунами были объявлены в Самоа, Вануату, Новой Зеландии, Австралии, Японии, России, США, Канаде, Мексике, Чили, Эквадоре. О разрушениях из-за цунами сообщалось в Новой Зеландии, США, Чили и Перу. Два человека погибли в Перу, три рыбака в США получили незначительные травмы. 150 жителей островов Манго и Атата пропали без вести.

## Предыстория
Вулкан Хунга-Тонга-Хунга-Хаапай после перерыва с 2014 года извергся 20 декабря 2021 года, выбросив пепел. Столб пепла был виден из Нукуалофы, столицы Тонга, примерно в 70 км от вулкана. Консультативный центр по вулканическому пеплу в Веллингтоне, Новая Зеландия, выпустил уведомление для авиакомпаний. Взрывы были слышны на расстоянии до 170 км. Извержение закончилось в 02:00 21 декабря 2021 года. К 11 января 2022 года прекратилась вулканическая деятельность.
Извержения вулканов вызывают цунами гораздо реже, чем землетрясения. За предыдущие два столетия было зарегистрировано менее 100 вулканических цунами.

## Извержение

Извержение вулкана со спутника GOES-West

Извержение началось 14 января, выбросив в атмосферу пепел на 20 км. Правительство Тонга выпустило предупреждение о цунами для граждан. Геологи, прибывшие к вулкану, наблюдали взрывы и столб пепла шириной 5 км.
На следующий день, примерно в 17:15 по местному времени (04:14:45 UTC), началось более крупное извержение. Консультативный центр по вулканическому пеплу выпустил уведомление для авиакомпаний. Пепел от извержения был особенно заметен на острове Тонгатапу, за ним скрылось Солнце. Громкие взрывы были слышны в 65 км от Нукуалофы, с неба сыпались мелкие камни и пепел. Взрывы были слышны на Самоа, примерно в 840 км от вулкана. Взрывы были слышны по всей Новой Зеландии и даже в Юконе, Канада. Спутники зафиксировали ударные волны, распространяющиеся по Тихому океану.
Предварительные наблюдения показали, что столб извержения выбросил большое количество вулканического пепла в стратосферу. Извержение потенциально может вызвать временный эффект охлаждения климата. Учёный из Университета Окленда описал это как событие, происходящее раз в 1000 лет.

## Цунами

### Океания

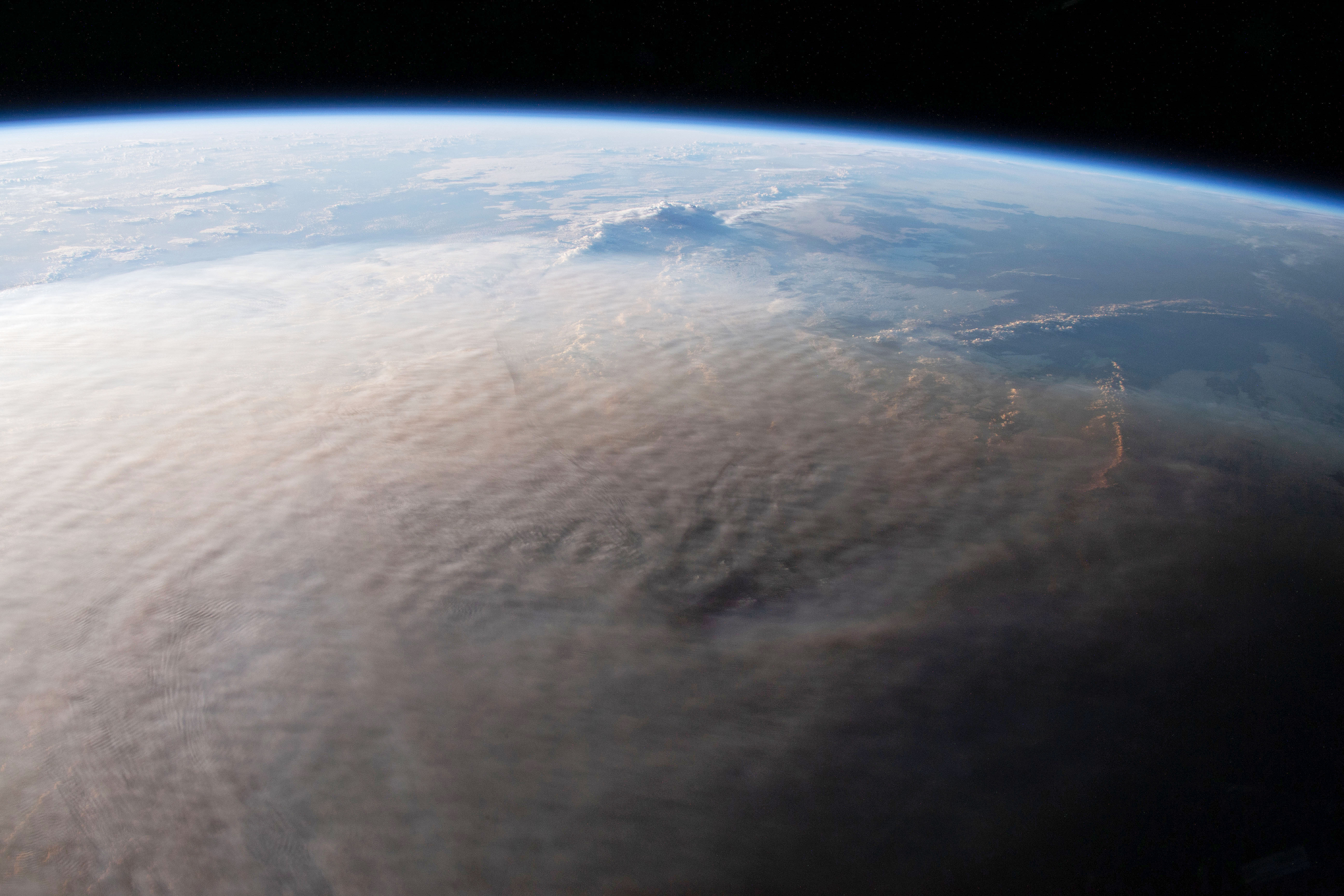
Шлейф вулканического пепла 16 января 2022 года над южной частью Тихого океана. Снимок сделан астронавтом на борту Международной космической станции (МКС).

В результате извержения 15 января 2022 года землетрясение магнитудой 5,8 и цунами были зафиксированы в Нукуалофе. Волны достигали высоты 1,5—2 метра. Видео, размещённые в Интернете, демонстрируют высокие волны, обрушивающихся на город и пепел, закрывающий Солнце. По словам жителя столицы Тонга, сначала была слышна серия взрывов, примерно через 15 минут было зафиксировано первое цунами. Отмечается, что первая волна была самой большой. В общей сложности на побережье обрушились три крупные волны. Король Тупоу VI был эвакуирован. Жители пытались бежать от волн на возвышенности, из-за этого на дорогах образовались заторы. На островах Манго и Атата была полностью разрушена жилая инфраструктура. Связь королевства Тонга с внешним миром ограничена по причине повреждения подводного кабеля, прекращено авиасообщение и нарушена работа портов.
На Фиджи были зафиксированы незначительные волны. Сообщалось также о цунами на островах Лау. На островах Моче, Моала, Кандаву и Тавеуни цунами вызвало наводнения.
В Американском Самоа было зафиксировано цунами высотой 0,61 метра.
Волны цунами высотой 1—2,5 метра наблюдались на нескольких островах Вануату. Департамент метеорологии и геоопасностей Вануату сообщил, что череда цунами, как ожидается, будет продолжаться до 16 января. В Ханалее, Гавайи, были зарегистрированы волны высотой до 0,8 метра.
Цунами потопило несколько лодок и сорвало с причалов на пристани в Тутукаке, Новая Зеландия. Волны вынесли лодки в бухту, некоторые получили повреждения в результате столкновения. Сообщалось об обнаружении обломков пострадавших лодок. Гражданская оборона Нортленда сообщила о серьёзных повреждениях пристани. Цунами высотой 1,33 метра обрушилось 16 января примерно в 01:05 по местному времени на остров Грейт-Барриер (Большой барьерный риф). Цунами вызвало наводнение в заливе Махинепуа, где находился кемпинг, находившиеся там 50 человек не пострадали.
В Австралии Бюро метеорологии сообщило, что волны цунами наблюдались в течение всей субботней ночи вдоль восточного побережья Австралии. Цунами высотой до 1,27 м было зафиксировано на острове Норфолк, 1,10 м на острове Лорд-Хау, 0,82 м на Голд-Кост, Квинсленд, 0,77 м в Твофолд-Бей, Новый Южный Уэльс и 0,50 м в Хобарте, Тасмания.

### Азия
В Кагосиме, Япония, в 23:55 15 января было зарегистрировано цунами высотой 1,2 метра. В Тосашимидзу высота цунами составляла 0,9 метра. На Чичиджима также сообщалось о цунами высотой до 0,9 метра. На побережье Тохоку в 00:38 по местному времени 16 января обрушилась волна высотой 0,7 метра. В порту Сендая цунами достигло 0,9 метра. В префектуре Иватэ 16 января в 02:26 было зарегистрировано цунами высотой 1,1 метра. Сообщалось о волнах цунами менее метра вдоль тихоокеанского побережья Хоккайдо. Впервые с 2016 года, когда произошло землетрясение в префектуре Фукусима в стране было объявлено предупреждение о цунами. Японское метеорологическое агентство сообщило, что цунами обрушилось на 2,5 часа раньше, чем прогнозировалось.
На Курильских островах, Россия были зафиксированы волны высотой до 20 см, была объявлена угроза цунами.

### Америка
Волны цунами до 1,3 метра были зафиксированы в Порт-Сан-Луисе, до 1,1 метра в Арена-Коув и Кресент-Сити, Калифорния. Значительные волны обрушились на гавань Санта-Круз, парковка гавани была затоплена примерно на 0,91 метра. Сообщалось о сильных волнах в Халф Мун Бэй. В Никольском (Аляска) были зарегистрированы волны высотой до 0,37 метра.
На побережье штатов Герреро, Колима и Нижняя Калифорния (Мексика) сообщалось о повышении уровня моря с волнами о 0,61 метра. Максимальный уровень прилива 2,05 метра в Мансанильо, по данным географической службы Института геофизики Национального автономного университета Мексики. В Сиуатанехо волны достигали 1,19 метра. Волны чуть менее 1 метра были зафиксированы в Акапулько, Уатулько и Салина-Крус.
На побережье Перу цунами нанесло серьёзный ущерб. Рестораны и лодки на пляже Лагунильяс и в районе Сан-Андрес были повреждены волнами. Многие отдыхающие на пляже были эвакуированы. В результате цунами в Перу погибли два человека.
Цунами привело к разливу нефти при разгрузке танкера компании Repsol, который находился недалеко от Лимы.
На севере Чили волны высотой до 2 метров обрушились на побережье. Видео и изображения в социальных сетях из региона Лос-Риос показали, что цунами разрушило причалы, унесло лодки, серьёзно пострадали пляжи. Уведомления об эвакуации на побережье были разосланы в 14 из 16 регионов Чили. Красный уровень тревоги был объявлен более чем на 6400 км береговой линии. Чилийское национальное управление по чрезвычайным ситуациям заявило, что активность цунами может сохраняться всю ночь, пострадавшим будет предоставлена гуманитарная помощь.
Незначительные цунами были зафиксированы в Мексиканском заливе и Карибском море, при этом сообщается о повышении уровня воды на 0,12 метра в Пуэрто-Рико.

## Жертвы и раненые
| Страна | Жертвы | Раненые | Пропавшие без вести | Источники     |
| ------ | ------ | ------- | ------------------- | ------------- |
| Тонга  | 1      | 0       | 150                 | [ 65 ]        |
| Перу   | 2      | 0       | 0                   | [ 60 ]        |
| США    | 0      | 3       | 0                   | [ 66 ] [ 67 ] |
| Япония | 0      | 1       | 0                   | [ 68 ]        |
| Всего  | 3      | 4       | 150                 |               |

В результате цунами погибли две женщины в Перу. Женщины находились в грузовике вместе с его водителем (муж одной из женщин). На грузовик нахлынула волна, мужчина смог убежать. Три человека из США получили ранения.

## Глобальные последствия
В атмосферу было выброшено большое количество водяного пара от испарившейся океанской воды. В результате извержение истощило озоновый слой на 5 %.
В результате извержения в атмосферу было выброшено 439 км³ воды. Это эквивалентно увеличению концентрации водяного пара на 10 %. Это может привести к вулканическому лету и глобальному потеплению. В то же время, предварительные наблюдения показали, что столб извержения выбросил большое количество вулканического пепла в стратосферу. Извержение потенциально может вызвать временный эффект охлаждения климата.
Атмосферные Волны Лэмба были зарегистрированы на 50 барографах по всему миру. Позже эти данные позволили верифицировать теоретический метод, позволяющий оценить состав вулканических газов на основе измерений, сделанных на значительном удалении от эпицентра.

## Рекорды

Съемки NASA со спутника

- самое сильное извержение за эпоху спутниковых наблюдений;
- самая мощная молниевая активность за всю историю наблюдений и самая высокая частота разрядов — фиксировалось более 2600 вспышек в минуту (более сорока в секунду).
- самая высотная молния, когда-либо зафиксированная — оптически яркая молния была обнаружена на необычно большой высоте в диапазоне 20-30 км[72].